# Хреновка (Винницкая область)
Хрено́вка (укр. Хрінівка) — село на Украине, находится в Ильинецкой городской общине Винницкой области.
Код КОАТУУ — 0521288003. Население по переписи 2001 года составляет 601 человек. Почтовый индекс — 22724. Телефонный код — 4345.
Занимает площадь 2,16 км².

## Известные уроженцы
- Левитский, Николай Григорьевич (1883—1939) — украинский общественно-политический деятель, дипломат, юрист.

## Адрес местного совета
22724, Винницкая область, Ильинецкий р-н, с.Хреновка ул.Первомайская, 92